# Ô sport, tu es la paix !
Pour plus de détails, voir Fiche technique et Distribution.
Ô sport, tu es la paix ! (O sport, ty - mir, О спорт, ты — мир!), également connu sous le titre Les Olympiades 80, est un long métrage documentaire soviétique sorti en 1981 sur les Jeux olympiques d'été de 1980 à Moscou, réalisé par un groupe de cinéastes sous la direction des réalisateurs Iouri Ozerov et Boris Ritchkov (ru). Le film est une commande du Comité international olympique.
Le titre du film est emprunté à l'Ode au sport de Pierre de Coubertin, le fondateur des Jeux olympiques modernes.
Le réalisateur a reçu le Prix d'État de l'URSS en 1982. Le film a été proposé par l'Union soviétique pour le prix du meilleur film en langue étrangère lors de la 54e cérémonie des Oscars, mais n'a pas été sélectionné.

## Synopsis
Comme tous les films olympiques, le film dépeint certaines des compétitions de cette édition des Jeux olympiques et en particulier les compétitions d'athlétisme. Le film ne fait pas référence au boycott américain qui a caractérisé ces Jeux olympiques.
Le film documente l'allumage de la flamme olympique a lieu à Olympie, en Grèce, le 19 juin 1980, un mois avant l'ouverture des Jeux. Le relais de la flamme est long de 5 000 kilomètres. Le passage de la frontière de l'Union soviétique a lieu près du village de Leuşeni (ro), en RSS de Moldavie.
Ensuite, il est présenté la cérémonie d'ouverture au Stade Central Lénine le 19 juillet et le relais de la flamme olympique de l'athlète d'athlétisme Viktor Saneïev au basketteur Sergueï Belov, qui allume la Coupe olympique.
Les exploits des coureurs britanniques de demi-fond Steve Ovett et Sebastian Coe, la victoire du Britannique Daley Thompson au décathlon, le doublé sur 5000 mètres et 10000 mètres de l'Ethiopien Miruts Yifter et la victoire de Pietro Mennea sur 200 mètres plat, qui a profité de l'absence des Américains pour battre le Britannique Allan Wells lors d'un retour, sont ainsi évoqués.

## Fiche technique
- Titre français : Ô sport, tu es la paix ! ou Les Olympiades 80[1],[6]
- Titre original : O sport, ty - mir, О спорт, ты — мир![4]
- Réalisation : Iouri Ozerov, Boris Ritchkov (ru)
- Scénario : Iouri Ozerov
- Photographie : Lev Maksmimov
- Musique : Alexandra Pakhmoutova
- Décors : Lioudmila Kochkina, Aleksandr Miagkov (ru), Vladimir Zouikov (ru)
- Société de production : Mosfilm
- Pays de production :  Union soviétique
- Langue originale : russe
- Format : couleur - 1,37:1 - Son mono - 35 mm
- Genre : documentaire
- Durée : 142 minutes
- Dates de sortie : 
  - Union soviétique : 23 juillet 1981

## Distribution
- Miruts Yifter : lui-même
- Daley Thompson : lui-même
- Steve Ovett : lui-même
- Sebastian Coe : lui-même